# سوني إكسبيريا زد3
سوني إكسبيريا زد3 (بالإنجليزية: Sony Xperia Z3)‏ هو هاتف ذكي من سوني موبايل كوميونيكيشنز يعمل بنظام أندرويد تم الكشف عنه في معرض IFA 2014 في 4 سبتمبر 2014، وطُرح في الأسواق في 19 سبتمبر 2014. كان للهاتف الاسم الرمزي ليو (Leo).

## الخصائص
- نظام التشغيل: أندرويد
- الكاميرا الأمامية: 2.2 ميجابكسل
- الكاميرا الخلفية: 20.7 ميجابكسل